# Abortus in Zuid-Korea

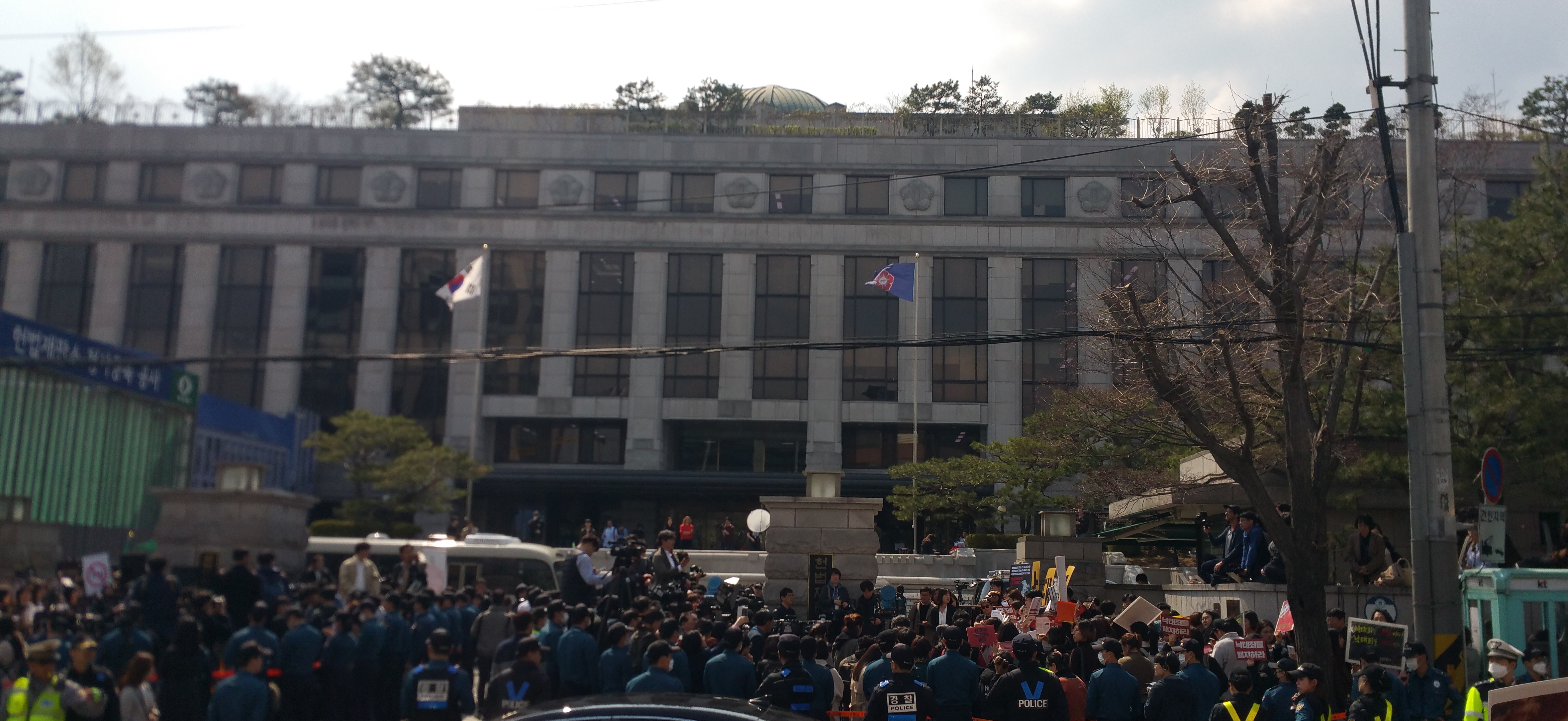
Een menigte bij een historische uitspraak

Op 1 januari 2021 werd de decriminalisering van abortus in Zuid-Korea officieel effectief gesteld aan de hand van een besluit van het Constitutionele Gerechtshof van Korea uit 2019. 

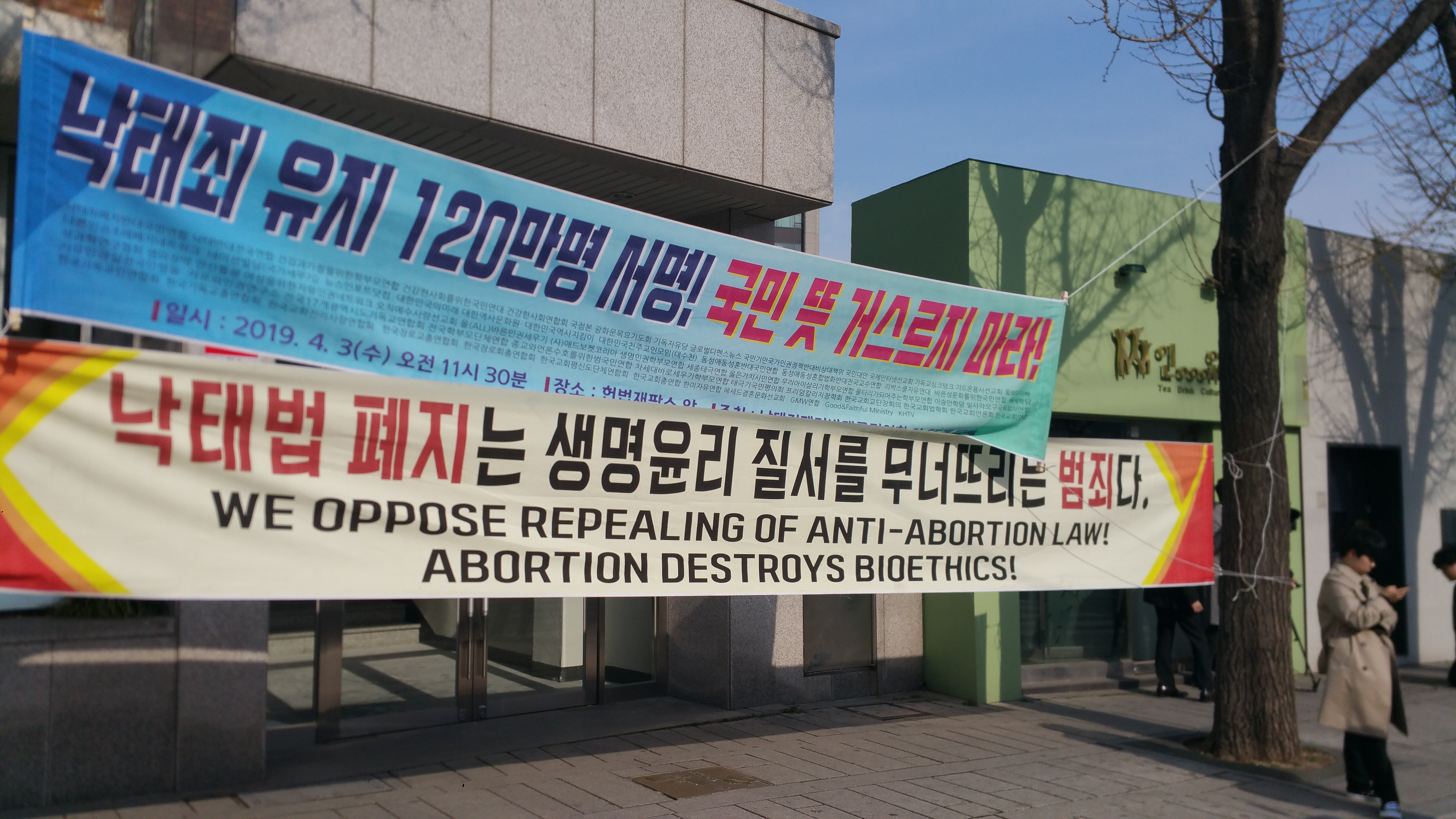
Protest spandoek

Tussen 1953 en 2023 was abortus in de meeste gevallen illegaal in het land. Desondanks  kwam illegale abortus toch vaak voor en werd deze behandeling in verschillende klinieken en ziekenhuizen uitgevoerd. Het Constitutionele gerechtshof oordeelde op 11 april 2019 dat het verbod op abortus ongrondwettelijk was en droeg als gevolg hiervan op om de wet voor het einde van 2020 opnieuw in te zien. In oktober 2020 werd er een aantal wijzigingen in de wet voorgesteld. Echter werden deze wijzigingen niet voor de deadline van 31 december 2020 in stemming gebracht.
Abortus werd per 1953 onder elke omstandigheid illegaal gesteld in de strafwet door de Zuid-Koreaanse overheid. In 1973 werd deze strafwet gewijzigd door een nieuwe wet over maternale en kindergezondheid. Deze nieuwe wet stelde artsen in staat om abortus uit te voeren wanneer de zwangerschap het gevolg was van incest of verkrachting, het voortzetten van de zwangerschap de gezondheid van de vrouw in gevaar zou brengen, of wanneer de zwangere vrouw en/of haar partner een bepaalde erfelijke of besmettelijke ziekte had. Elke arts die deze wet overtrad, riskeerde een tweejarige gevangenisstraf uit te moeten zitten. Daarnaast stond er op zelf uitgevoerde abortussen een gevangenisstraf of boete.
Ondanks alle wetgeving werd de abortuswet niet streng gehandhaafd. Met namen tijdens de jaren 70 en 80 toen er campagnes aan de gang waren om het hoge vruchtbaarheidscijfer in Zuid-Korea omlaag te brengen. Naarmate het vruchtbaarheidscijfer in de jaren 2000 daalde, richtte de regering en antiabortusactivisten zich op illegale abortussen en nam de handhaving van de abortuswet toe.
In verband met een culturele voorkeur voor zonen was gender selectieve abortus gebruikelijk tot het begin van de jaren 90. Tegenwoordig is dit fenomeen zo goed als verdwenen. Ondanks dat er in 1987 een herziening van de Medische Code die artsen verbood prenatale diagnostiek uit te voeren om het geslacht van het kind te bepalen plaatsvond, bleef de verhouding tussen jongens en meisjes bij de geboorte stijgen tot het begin van de jaren 90. Sindsdien is deze trend omgekeerd. In 2008 werd de Medische Code van 1987 ongrondwettelijk verklaard door het Constitutionele Gerechtshof.

## Geschiedenis

### Het Koreaanse Wetboek van Strafrecht (1953)
Oorspronkelijk werd abortus gecriminaliseerd met de invoering van het nieuwe Wetboek van Strafrecht in het jaar 1953 in Zuid-Korea. Artikel 269 en 270 van het strafwetboek hadden hier met name invloed op. Artikel 269 verbiedt zowel abortussen die door een medische professional worden volbracht op aanvraag van de zwangere vrouw als abortussen die door de zwangere vrouw zelf worden opgewekt. Daarnaast verbiedt artikel 270 medische professionals en erkende artsen specifiek om abortussen uit te voeren, zelfs met het verzoek of de toestemming van de zwangere vrouw.
In het geval dat de zwangere vrouw zelf een abortus opwekte varieerden de straffen van een boete van 2 miljoen won (circa zo'n $ 1,750) tot een jaar gevangenisstraf. In het geval dat de abortus door een medische professional werd uitgevoerd (met of zonder de toestemming van de zwangere vrouw) en de vrouw overleed, gold er een gevangenisstraf van 10 jaar. De straffen die de medische professionals die de abortussen uitvoerden, opgelegd kregen waren over het algemeen veel strenger dan de straffen die de zwangere vrouwen kregen opgelegd. In geval van een abortus werd ten slotte de medische licentie van de uitvoerende arts voor een maximum van zeven jaar ingetrokken.
In 1992 deed een speciale commissie van het Congres een poging om goedkeuring te krijgen om artikel 269 en 270 te herzien en straffen met betrekking tot abortus te verlagen. Echter kwam hun wetsvoorstel niet door de conservatief gedomineerde Nationale Vergadering.
Het Zuid-Koreaanse Wetboek van Strafrecht werd voor het eerst geïntroduceerd in 1953, het jaar waarin de Koreaanse oorlog eindigde. De naoorlogse periode in het land bestond uit voor een drastische bevolkingsdaling en algemene sociale instabiliteit. Om deze reden zijn er veel historische speculaties over het feit dat de invoer van artikel 269 en 270 bedoeld waren bevolkingsgroei te stimuleren en in te spelen op de naoorlogse omstandigheden door de heiligheid van het leven te promoten.

### De Wet Gezondheid van Moeder en Kind (1973)
In 1973 werd er een nieuwe wet onder de naam van "Gezondheid van moeder en Kind" ingevoerd. De wet introduceerde vijf speciale omstandigheden waarin abortus legaal gesteld zou worden. De lijst is als het volgt:
1. Wanneer de zwangerschap voortkomt uit een verkrachting;
2. Wanneer de zwangere vrouw en/of haar partner een infectieziekte heeft;
3. Wanneer de zwangere vrouw en/of haar partner een erfelijke of genetische afwijking of ziekte heeft;
4. Wanneer het voortzetten van de zwangerschap mogelijk de gezondheid van de vrouw in gevaar brengt;
5. Wanneer de zwangerschap uit twee personen ontstaat die wettelijk niet toegestaan zijn om te trouwen (zoals bloedverwanten in een incestueuze relatie).[5][9]

De toepasbaarheid van de wet kan echter in de praktijk mogelijk beperkt zijn. Zo heeft de Hoge Raad in een aantal gevallen de abortus als illegaal beschouwd omdat de foetus de diagnose van het Down syndroom had gekregen. Daarnaast kan het Zuid-Koreaanse stigma dat rondom het onderwerp van verkrachting ligt er voor zorgen dan vrouwen niet openlijk om legale toestemming voor hun abortus durven te vragen. Daarboven op heeft de wettelijke betekenis van verkrachting beperkingen en dat kan ertoe leiden dat veel situaties juridisch niet al verkrachting worden gezien.
De Wet op de Gezondheid van Moeder en Kind vereist toestemming van de partner van de zwangere vrouw om een legale abortus te verlenen. Dit feit kan in de praktijk complicaties voor vrouwen veroorzaken die een legale abortus willen ondergaan. Ten slotte beperkt de vierde voorwaarde ("wanneer het voortzetten van de zwangerschap mogelijk de gezondheid van de vrouw in gevaar brengt") het "gevaar" van de zwangerschap alleen tot het gevaar voor de gezondheid van de vrouw. Dit betekent dat mogelijke sociaaleconomische redenen waarom een zwangere vrouw een abortus zou willen ondergaan buiten beschouwing worden gelaten.

### De Koreaanse Medische Service Wet (herzieningen in 1987 en 1994)
De herziening van 1987 op de Koreaanse Wet op Medische Diensten verbiedt medische specialisten om zwangere vrouwen te onderzoeken met het doeleinde om het geslacht van de foetus vast te stellen. Daarnaast verbiedt het de medische specialisten  om het geslacht van de foetus tijdens de zwangerschap bekend te maken aan de zwangere vrouw, haar familieleden of andere personen. Ondanks dat abortus niet specifiek in deze bepaling benoemd wordt, wordt er geloofd dat het mogelijk in stand is gebracht om gender selectieve abortussen te voorkomen. Deze gender selectieve abortussen waren vooral het gevolg zijn van de voorkeur voor zonen in Zuid-Korea. In 1980 heeft Zuid-Korea op sociaal en economisch gebied een snelle ontwikkeling doorgemaakt. Als een gevolg hiervan daalde het geboortecijfer aanzienlijk veel. Veel mensen in het land begonnen het geslacht van de foetus te bepalen met behulp van diagnostische technologie. Deze ontwikkeling leidde tot feticide van vrouwelijke foetussen.
In 1994 werd de wet opnieuw gewijzigd om medische specialisten strafrechtelijke sancties op te kunnen leggen. Medische specialisten die het geslacht van de foetus toch bekendmaken, riskeerde gestraft te worden met een boete van 10 miljoen won (ongeveer $ 8.450) of een gevangenisstraf van maximaal drie jaar. De geslachtsverhouding bij geboorte in het land veranderde van 1,14 (voor elke 100 meisjes werden er 114 jongens geboren) in 1986 naar 1,07 (voor elke 100 meisjes werden er 107 jongens geboren) in 2016. Deze verandering wijst erop dat de voorkeur voor jongens af is genomen.

### Groeiend debat (1994-2019)
Zowel op internetforums als in overheidkantoren in Zuid-Korea is het debat omtrent de toekomst van de abortus regelgeving een geladen onderwerp geworden. De anti-abortusbeweging in Zuid-Korea pleitte tot de recentelijke uitspraak, die anti-abortuswetten als ongrondwettelijk verklaarde, voornamelijk voor een strenger optreden tegen abortussen.
In 2009 werd er door wetgevers in het land een kleine stap gemaakt in het opzetten van strengere richtlijnen omtrent het optreden tegen abortus. Dit deden ze door bijvoorbeeld de termijn voor legale abortussen te wijzigen naar vierentwintig weken na conceptie in plaats van achtentwintig weken. Daarnaast schrapte ze een aantal ziektes van de lijst die  het gebruik van legale abortussen rechtvaardigden.
Belangrijke spelers in de Zuid-Koreaanse politiek waren verantwoordelijk voor het  promoten van grote anti-abortuscampagnes. Zo verklaarde Jeon Jae-hee (de minister
van Gezondheid, Welzijn en Gezinszaken) dat "zelfs als de regering niemand verantwoordelijk wil stellen voor alle illegale abortussen die in het verleden hebben plaatsgevonden, ze er vanaf nu tegen moeten optreden". Ook verklaarde Chang Yoon-seok (vertegenwoordiger van de Grand National Party) dat "het belangrijkste was dat artsen begrijpen dat abortus een ernstig misdrijf is".
In januari 2010 organiseerde president Lee Myung-bak een openbare hoorzitting om het debat over de herziening van de wet op de Gezondheid van Moeder en Kind te openen. Dit debat, in combinatie met de veranderde publieke opinie, spoorde de regering aan om een campagne om abortussen te ontmoedigen op te zetten. De campagne bevatte zo ook metro-posters met de quote: "Met abortus beëindig je de toekomst".
In Zuid-Korea is abortus nooit als een kwestie van mensenrechten besproken. De Nationale Commissie voor Mensenrechten (TNHRC), een nationale pleitbezorger voor mensenrechten sinds de oprichting in 2002, merkte op dat abortus een "omstreden kwestie was in het 'Recht op Leven'-gedeelte van haar Nationaal Actieplan in 2007".
Andere belangrijke niet-gouvernementele pleitbezorgers voor mensenrechten naast de TNHRC hebben, zoals Minbyun - Advocaten voor een Democratische Samenleving en Volkssamenleving voor Participatieve Democratie, hebben het onderwerp nooit geadresseerd.
In verband met morele en ethische zorgen kwamen later veel verloskundigen in het land naar voren in de strijd tegen abortus.
Een groot deel van het daaropvolgende debat richtte zich op de kwestie of de regering strenger moet optreden tegen illegale abortussen en of de wet moet worden gewijzigd. Campagnevoerders diende in september 2017 een petitie in op de website van de  Zuid-Koreaanse president Moon Jae-in. In de petitie riepen ze op tot aanpassing van de wet om de verkoop van de abortuspil mifepriston goed te keuren. De petitie werd door meer dan 235.000 mensen ondertekend. In november van 2017 kondigde het kantoor van de president aan dat de regering de abortuswet zou herzien als een reactie op de petitie.
Uit een peiling van het Korea Institute for Health and Social Affairs die eind 2018 werd afgenomen bleek dat 75% van de vrouwen tussen de leeftijden van 15 en 44 de abortuswet als oneerlijk beschouwde en wilde dat deze zou herzien zou worden. Daarnaast verklaarde zo'n 20% van de vrouwen die aan de peiling meededen dat ze een abortus hadden ondergaan, ondanks dat het illegaal was.

### Uitspraak van het Constitutionele Gerechtshof waarbij abortus wordt gedecriminaliseerd (11 april 2019)
In 2018 behandelde het Koreaanse constitutionele gerechtshof een zaak die de grondwettigheid van de abortuswet betwistte. De uitspraak van het hof werd uitgesteld tot de openstaande plaatsen van het hof waren gevuld waren.
Zeven van de negen rechters aan het Constitutionele gerechtshof oordeelde op 11 april 2019 dat het strafbaar stellen van abortus ongrondwettelijk is in Zuid-Korea. Daarom gaf het Hof de wetgevers tot 31 december 2020 de tijd om de wetten te herzien. Tot die tijd zouden de bepalingen van het Koreaanse Wetboek van Strafrecht van kracht blijven.
Als het de wetgevers voor deze deadline niet zou lukken om de abortuswet succesvol te herzien, zouden de bepalingen in het Koreaanse Wetboek van Strafrecht die abortus in Zuid-Korea strafbaar stellen, nietig worden verklaard.
De overheid kondigde in oktober 2020 een wetsvoorstel aan dat abortus zou decriminaliseren tot aan de 14e week van de zwangerschap. Daarboven op zouden abortussen tussen de 14e en 24e week toegestaan zijn om sociale, economische en/of gezondheidsredenen of als de zwangerschap het gevolg was van verkrachting. De leden van de Nationale Assemblee stelden eveneens wijzigingen voor het wetsvoorstel voor. Echter heeft de Nationale Assemblee heeft geen stemming gehouden voor de deadline van 31 december 2020. Vanaf die dag zijn artikel 269 en 270 van het Wetboek van Strafrechten nietig verklaard.

## Abortuscijfers
Een onderzoek gebaseerd op een enquête onder 25 ziekenhuizen en 176 particuliere klinieken uit 2005 schatte dat er dat jaar 342.433 abortussen waren uitgevoerd (waarvan ongeveer 330.000 illegaal waren). Dit zou wijzen op nummer van 29,8 abortussen per 1.000 vrouwen tussen de leeftijd van 15 en 44 jaar. Het aantal abortussen was hoger onder alleenstaande vrouwen dan onder getrouwde vrouwen.  De minister van Gezondheid en Welzijn schatte dat er in 2010 zo'n 169.000 opgewekte abortussen waren uitgevoerd. Andere onderzoekers, waaronder Park Myung-bae van de Pai Chai University, schatte dat dit nummer dichter bij 500.000 of zelfs 1 miljoen abortussen per jaar zou liggen.
Het aantal uitgevoerde abortussen per jaar is tot een nummer van 32.063 afgenomen in het jaar 2020 volgens het meest recente onderzoek van het Korea Institute for Healt and Social Affairs.